# Поверхня, що розгортається
Поверхня, що розгортається в диференціальної геометрії — поверхня, що має нульову гаусову кривину. Така поверхня за допомогою згинання може бути накладена на площину. І навпаки, поверхня, що розгортається, може бути отримана перетвореннями площини (наприклад, згинанням, згортанням, склеюванням). У тривимірному просторі поверхня, що розгортається, є лінійчатою, але в чотиривимірному випадку ця властивість вже не завжди виконується.
Серед прикладів поверхонь, що розгортаються, в тривимірному просторі:
- циліндри і, в загальному випадку, циліндричні поверхні;
- конуси і, узагальнено, конічні поверхні;
- олоїд;
- площина (тривіально).